# Хендра Сетьяван
Хендра Сетьяван  (індонез. Hendra Setiawan, 25 серпня 1984) — індонезійський бадмінтоніст, олімпійський чемпіон.

## Виступи на Олімпіадах
| Олімпіада  | Дисципліна    | Місце |
| ---------- | ------------- | ----- |
| Пекін 2008 | парний розряд | 1     |
| Ріо 2016   | парний розряд | =13   |